# (1371) Resi
(1371) Resi – planetoida należąca do zewnętrznej części pasa głównego asteroid okrążająca Słońce w ciągu 5 lat i 275 dni w średniej odległości 3,21 au. Została odkryta 31 sierpnia 1935 roku w Landessternwarte Heidelberg-Königstuhl w Heidelbergu przez Karla Reinmutha. Nazwa planetoidy pochodzi od kuzyna pani Schaub, znajomego odkrywcy. Przed jej nadaniem planetoida nosiła oznaczenie tymczasowe (1371) 1935 QJ.